# Vader Jacob

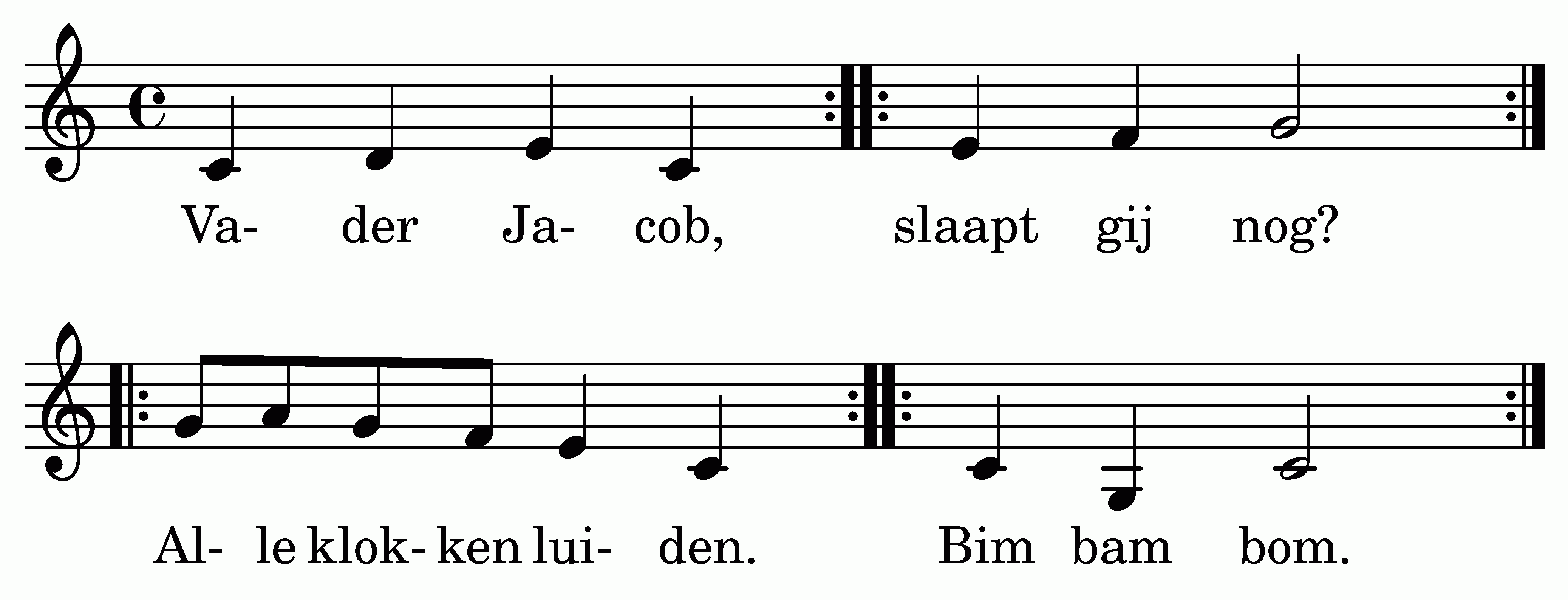
Vader Jacob in C groot.

Vader Jacob of Broeder Jacob is een kinderliedje dat teruggaat op het Franse liedje Frère Jacques. Het lied is een canon voor maximaal vier stemmen.
In de oorspronkelijke Franse tekst gaat het liedje over een monnik, broeder Jacob, die zich heeft verslapen en wordt gemaand op te staan en (de klokken voor) de matines, de metten, te luiden. In de Nederlandse vertaling wordt de monnik erop gewezen dat de klokken reeds luiden.

## Tekst en vertaling
De tekst bestaat uit slechts vier regels die bij het zingen elk worden herhaald. 
Frère Jacques, Frère Jacques,
Dormez-vous? Dormez-vous?
Sonnez les matines! Sonnez les matines!
Din, din, don. Din, din, don.
Nederlandse vertaling
Vader Jacob, Vader Jacob,
Slaapt gij nog? Slaapt gij nog?
Alle klokken luiden! Alle klokken luiden!
Bim, bam, bom. Bim, bam, bom.
Vlaamse vertaling
Broeder Jacob, Broeder Jacob,
Slaapt gij nog? Slaapt gij nog?
Alle klokken luiden! Alle klokken luiden!
Bim, bam, bom. Bim, bam, bom.
De vertalingen wijken op verschillende punten af van de oorspronkelijke Franse tekst. Letterlijk zou de tekst zijn: 'Broeder Jacob / Slaapt u? / Luid de metten! / Bim, bam, bom'.
In Nederland wordt meestal 'Vader Jacob' gezongen, maar in Vlaanderen is het lied voornamelijk bekend als 'Broeder Jacob', wat de juiste vertaling is uit het Frans. In religieuze ordes is er een duidelijk onderscheid tussen een frater of frère (broeder) en een pater (vader); de laatste heeft een priesterwijding ontvangen.
De derde regel luidt in de Vlaamse versie soms: 'Hoort de klokken luiden' in plaats van 'Alle klokken luiden'. In de Franse tekst echter wordt de monnik opgedragen om de klokken te gaan luiden voor de metten; een getijdegebed dat dagelijks in de zeer vroege ochtend, voor zonsopgang, wordt gebeden.
Ook de Engelse vertaling wijkt enigszins af van de Franse tekst. Omwille van het metrum zijn daar de eerste twee regels verwisseld: 'Are you sleeping, / Brother John?'. Evenals in de Nederlandse vertaling luiden ook in het Engelse liedje de klokken reeds: 'Morning bells are ringing! / Ding, dong, ding'.
Het liedje is in vele andere talen vertaald, niet alleen in vele Europese talen, maar ook in bijvoorbeeld het Arabisch, Indonesisch, Turks, Koreaans, Russisch, Hebreeuws en Chinees (zie ruim 50 verschillende taalversies in het Duitse artikel Frère Jacques/In andere talen).

## Ouderdom en bronnen

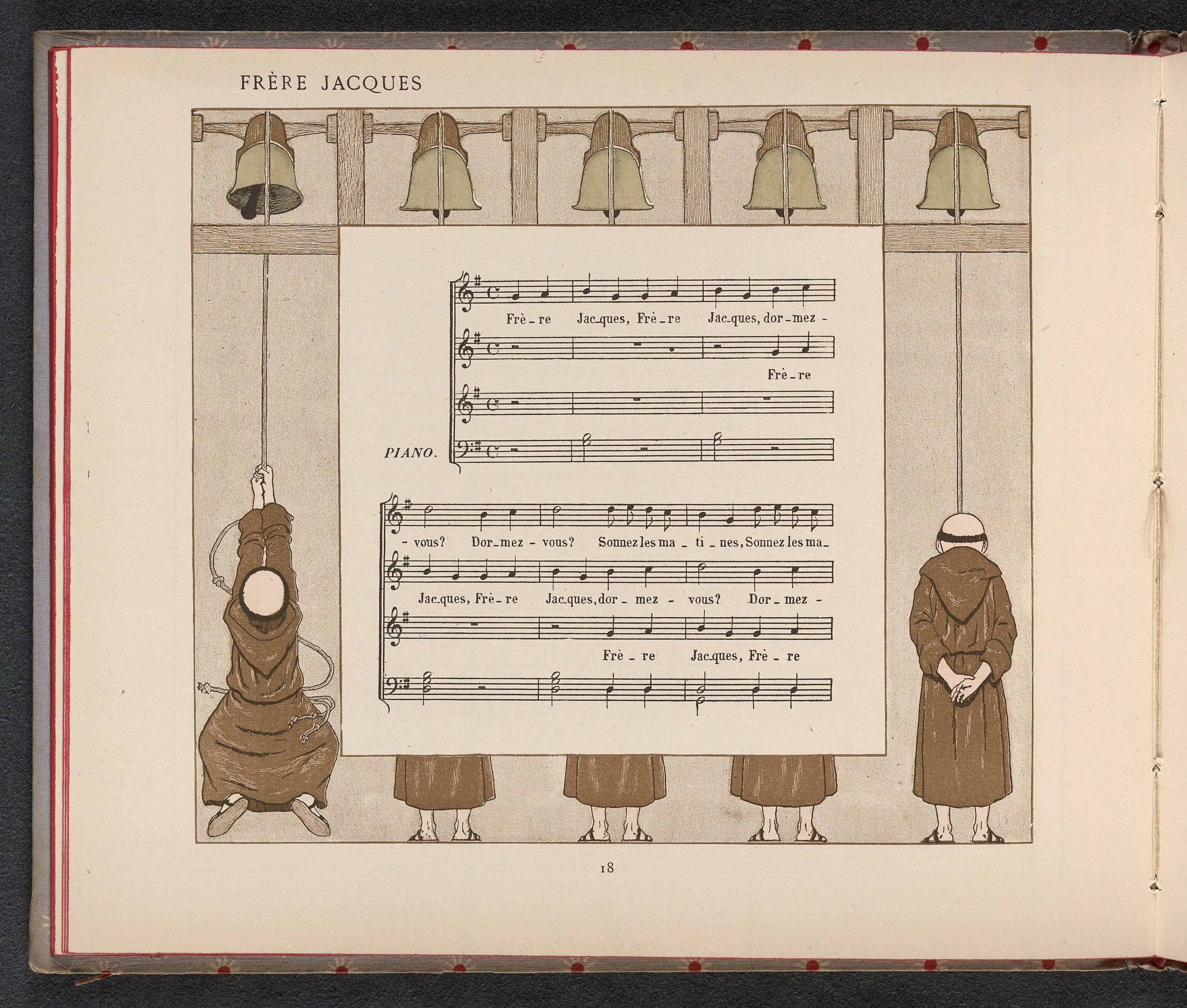
Frans kinderboekje Vieilles Chansons pour les Petits Enfants (ca. 1915), blz. 18.

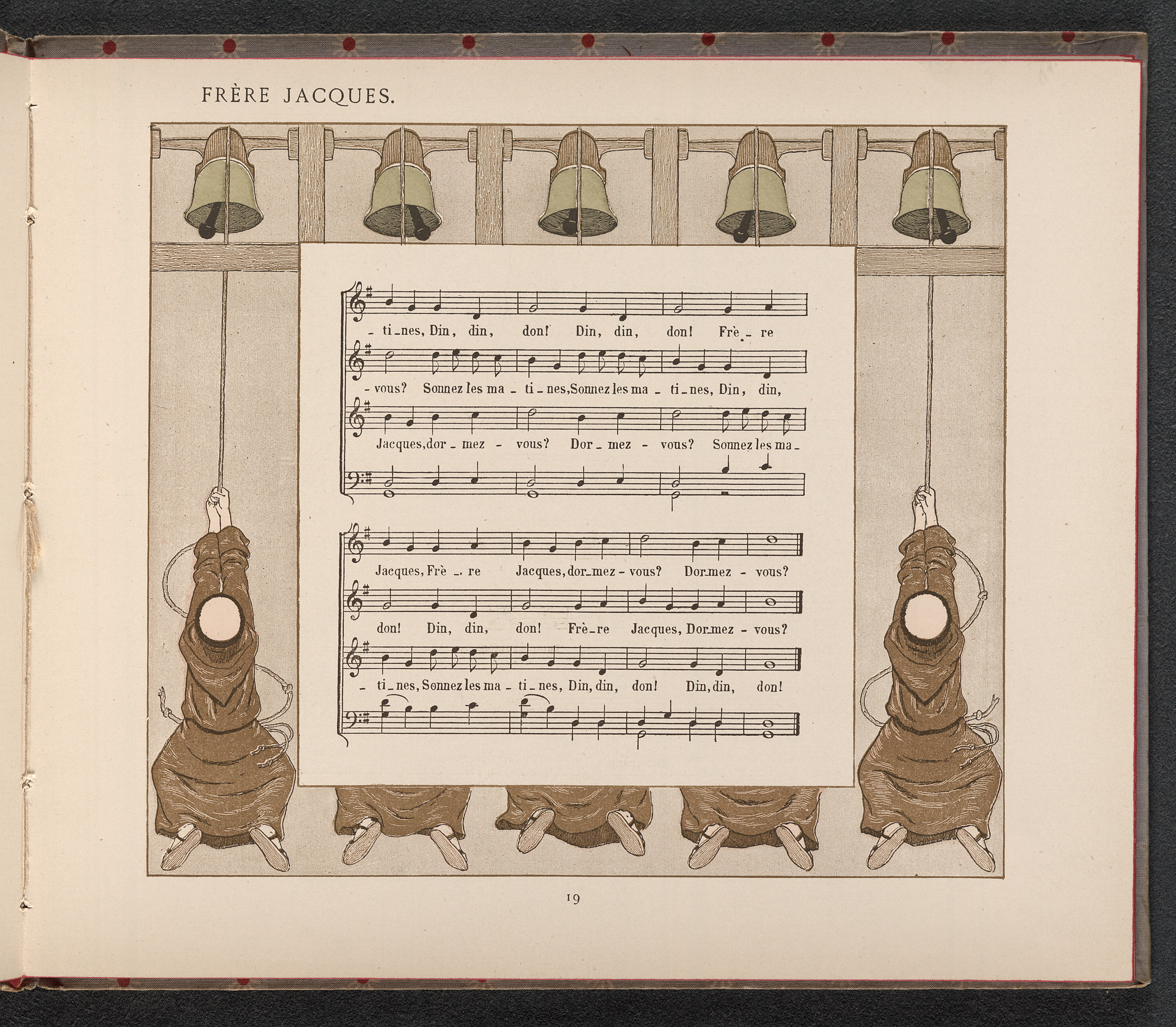
Frans kinderboekje Vieilles Chansons pour les Petits Enfants (ca. 1915), blz. 19.

### Frankrijk
De melodie van de canon wordt voor het eerst aangetroffen in een Frans handschrift van rond 1780, getiteld Recueil de Timbres de Vaudevilles. De canon wordt hierin aangeduid als Frère Blaise.
De melodie is ook in handschrift opgetekend door violist Louis-Joseph Francœur (na 1772), die deze toeschrijft aan componist Jean-Philippe Rameau (1683-1764). Van de vier canons die hij optekende, was van twee bekend dat Rameau ze schreef.
De melodie werd voor het eerst gepubliceerd in Recueil de Capelle (1811), dat liederen bevat die zijn verzameld door zanger Pierre Capelle in de Parijse literaire en muzikale vereniging La Société du Caveau. Jean-Philippe Rameau was een bezoeker van deze gelegenheid. Of de melodie van Frère Jacques daadwerkelijk aan Rameau kan worden toegeschreven, blijft onzeker.
Sommige onderzoekers wijzen op een overeenkomst met de melodie van Fra Jacopino (ca. 1615), een stuk van de Italiaanse componist Girolamo Frescobaldi (1583-1643), anderen op overeenkomsten met oude Franse en Hongaarse volksliedjes.
De Franse tekst en melodie samen verschenen voor het eerst in druk in Recreations de l'enfance: Recueil de Rondes avec Jeux et de Petites Chansons pour Faire Jouer, Danser et Chanter les Enfants avec un Accompagnement de Piano Très-Facile, van Charles Lebouc (1860). Dit liedboek was zeer populair en werd verschillende malen herdrukt.

### Nederland
De oudste vindplaats in de Nederlandse Liederenbank (Meertens Instituut) met een Nederlandse vertaling, stamt van halverwege de negentiende eeuw. Het gaat om het liedboekje Orpheus onder de jeugd, of gezangen, oefeningen en spelen, ten dienste van kinder-bewaarscholen en huisgezinnen (1843), samengesteld door de Amersfoortse onderwijzer Fokke Yntes Kingma; een liedboekje bestemd voor kleuterscholen. Het incipit luidt hier: 'Broeder Jakob! slaapt gij nog?'.
Rond 1900 is ook de beginzin 'Vader Jacob' opgetekend. De Handschriftencollectie volks- en kinderliederen van Nynke van Hichtum (verzameld in de periode 1904-1938) geeft zowel de beginregel 'Vader Jakob slaapt gij nog' als de beginregel 'Broeder Jacob, slaap je nog'. De Handschriftencollectie van G.J. Boekenoogen (verzameld in de periode 1891-1930) heeft ook beide varianten.

## In populaire cultuur
- De compositie Toccate d'intavolatura, No.14, Capriccio Fra Jacopino sopra L'Aria Di Ruggiero van de 17de-eeuwse componist Girolamo Frescobaldi vertoont gelijkenissen met het deuntje.
- In het liedje Paperback Writer van The Beatles wordt op de achtergrond Frère Jacques gezongen.[6]
- De melodie is in mineur ook te horen in deel 3 van de Eerste Symfonie van Gustav Mahler.
- Ook Béla Bartók gebruikte het in zijn compositie Voor kinderen #5.
- In 1967 had Group 1850 een hit met de parodie Mother Nohead.
- In 2021 maakte Jan Swerts er een bewerking van onder de titel De Eeuwigdurende Afstand.